# Misak-ı Millî

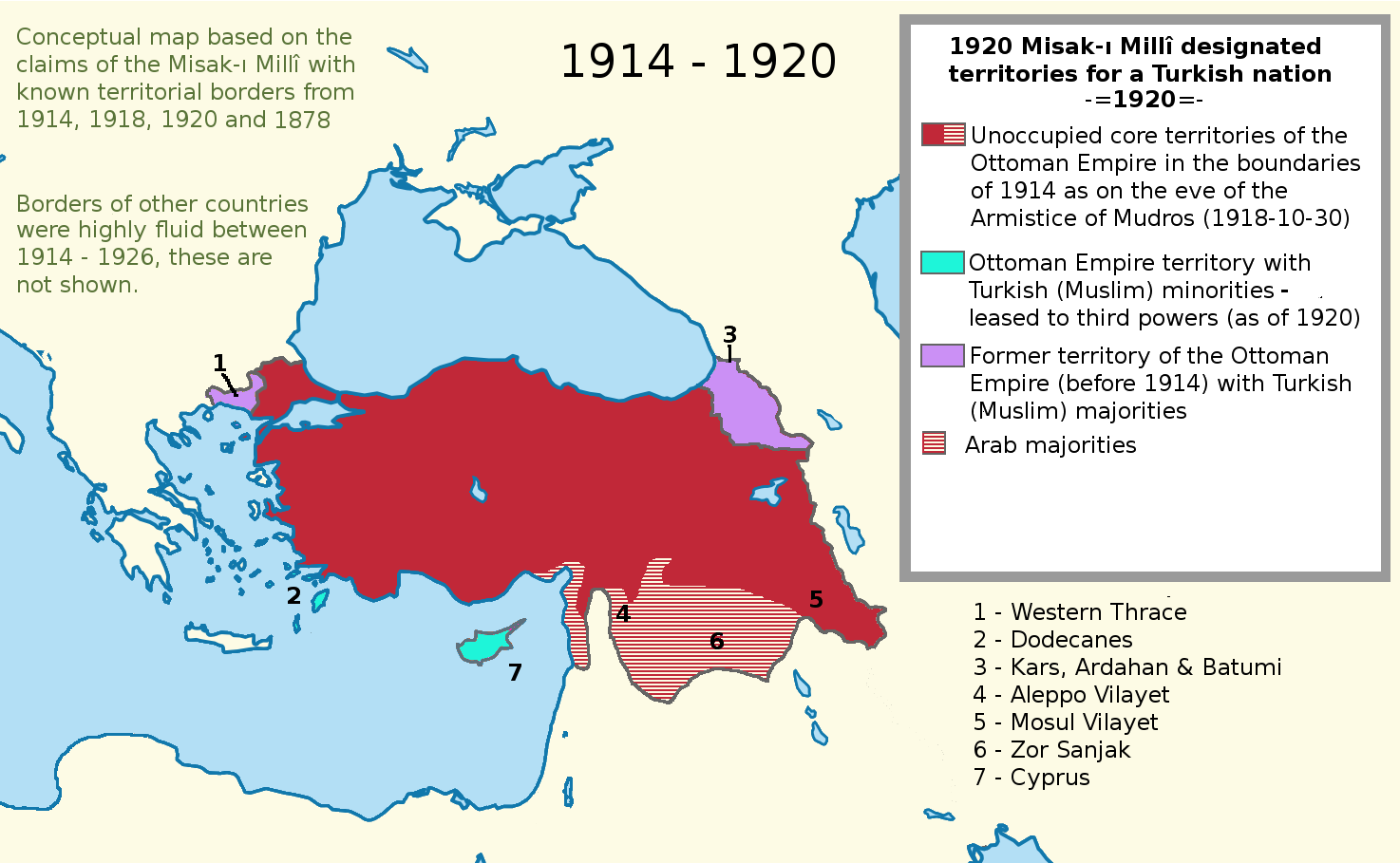
1- Misak-ı Milli Grenzen 2- Gegenwärtige Grenzen der Türkei

Der Misak-ı Millî ursprünglich Ahd-ı Millî Beyannamesi (dt.: Der Nationalpakt oder Nationaleid) war das politische Manifest der türkischen Unabhängigkeitsbewegung nach dem Ersten Weltkrieg. Es bestand aus sechs wichtigen Entscheidungen, die auf den Kongressen von Erzurum und Sivas entwickelt und beschlossen worden waren.

## Zustandekommen des Misak-ı Millî
Gemäß den Entscheidungen des Kongresses von Sivas verkündete die osmanische Regierung am 30. September 1919 Neuwahlen. Bei den Wahlen zum osmanischen Parlament im Oktober gewannen die Kandidaten der „Gesellschaft zur Verteidigung der Rechte“ (Müdafaa-i Hukuk Cemiyeti), die von den nationalen Kräften aufgestellt wurden. Die neuen Abgeordneten traten daraufhin mit Mustafa Kemal und seinem Repräsentativkomitee (Heyet-i Temsiliye) zusammen. Der Inhalt des Misak-ı Millî wurde festgelegt und daraufhin nach Istanbul geschickt.
Als das Parlament am 12. Januar 1920 seine Arbeit aufnahm, wurde der Misak-ı Millî auf die Tagesordnung gesetzt. Der osmanische Innenminister Dâmâd Şerîf Pascha übernahm wegen der Krankheit Mehmeds VI. die Eröffnungsrede. In einer geheimen Sitzung vom 28. Januar, an der nicht alle Abgeordneten teilnahmen, wurde der Misak-ı Millî angenommen und am 12. Februar den Parlamenten der anderen Länder vorgetragen.
Mustafa Kemal sagte, es sei „die eiserne Faust der Nation, die den Nationaleid schrieb und zum Hauptprinzip unserer Unabhängigkeit in den Annalen der Geschichte machte“.
Im Grunde zeichnete dieser Pakt die Grenzen des neuen türkischen Staates. Dieser sollte demnach die heutige Türkei, Thrakien, das Vilâyet Mossul, Vilâyet Aleppo und Batum umfassen. Auf die ehemaligen arabischen Provinzen sollte verzichtet werden. Der Misak-ı Millî enthält auch zum ersten Mal das Prinzip der Unteilbarkeit der türkischen Nation. Die von diesem Parlament getroffenen Entscheidungen waren die Grundlagen für die Forderungen der Republik Türkei im Vertrag von Lausanne. Wenige Monate nach Abschluss dieses Vertrags kam es im Oktober 1923 zur Ausrufung der neuen Republik.

## Inhalt
Der Inhalt des Misak-ı Millî:
1. Die Zukunft der Territorien mit einer arabischen Mehrheit zur Zeit der Unterzeichnung des Waffenstillstandes von Mudros wird mit einem Referendum entschieden. Auf der anderen Seite sind die Territorien, die zu der Zeit nicht besetzt waren und von einer türkisch-muslimischen Mehrheit bewohnt werden, das Heimatland der türkischen Nation.
2. Der Status von Kars, Ardahan und Batum möge durch ein Referendum bestimmt werden.
3. Der Status von Westthrakien wird durch die Stimmen seiner Einwohner bestimmt.
4. Für die Sicherheit von Istanbul und dem Marmarameer soll gesorgt werden. Transport und freier Handel auf der Bosporusstrasse und den Dardanellen werden durch die Türkei und andere betroffenen Staaten bestimmt.
5. Die Minderheitenrechte werden unter der Bedingung, dass die Rechte der muslimischen Minderheiten in den Nachbarstaaten gesichert sind, behandelt werden.
6. Um sich auf allen Gebieten zu entwickeln, sollte das Land unabhängig und frei sein. Alle Restriktionen der politischen, juristischen und finanziellen Entwicklungen werden aufgehoben.[1]

## Differenzen
Zwischen dem Misak-ı Millî, der in Ankara verfasst wurde und dem Misak-ı Millî, der vom osmanischen Parlament angenommen wurde, gibt es Differenzen. In Ankara bestand die Erklärung aus acht Punkten, während es in Istanbul nur sechs waren. Dabei wurden zwei Punkte vereint. Unterschiede gibt es auch in der Verfolgung von Kriegsverbrechern und einem Punkt bezüglich des Völkerbundes.
Der wohl wichtigste Unterschied betrifft die Unteilbarkeit der Nation. Ankara vertrat die Ansicht, dass jene Gebiete, die zum Zeitpunkt des Waffenstillstandes von Mudros nicht besetzt waren und eine muslimisch osmanische Mehrheit beherbergten, unteilbar seien. Dagegen weitete Istanbul dies auch auf jene besetzten Gebiete mit muslimisch osmanischer Mehrheit aus. So gibt es verschiedene Publikationen des Misak-ı Millî mit beiden Formulierungen.